# Frederick Warburton
Frederick "Fred" Warburton (ur. 8 sierpnia 1880 w Bolton  – zm. 29 listopada 1948 w Morecambe) – piłkarz angielski grający na pozycji napastnika, a następnie trener.

## Kariera klubowa
W swojej karierze piłkarskiej Warburton grał w takich klubach jak: Bolton Wanderers, Bryn Central, Bury, Swindon Town, Accrington Stanley i Morecambe

## Kariera trenerska
Po zakończeniu kariery piłkarskiej Warburton został trenerem. Pracował w Holandii w takich klubach jak: Amsterdamsche FC, Hercules Utrecht i HVV Den Haag. W sezonie 1913/1914 wywalczył z HVV mistrzostwo Holandii.
W latach 1919–1923 był selekcjonerem reprezentacji Holandii. W 1920 roku doprowadził ją do zdobycia brązowego medalu na Igrzyskach Olimpijskich w Antwerpii.